# Suddig logik
Suddig logik (engelska fuzzy logic), vanligen kallad oskarp logik, utvecklad av Lotfi Zadeh under 1960- och 70-talen, är en form av logik där lagen om det uteslutna tredje inte gäller.
I fuzzy logic kan en proposition vara delvis sann och delvis falsk, vilket resulterar i en gradskala av sanning. Man använder oftast reella tal från 0 till 1 som sanningsvärden, där 0 står för tveklöst falskt och 1 för tveklöst sant och värden däremellan står för gradskillnader mellan falskt och sant. Ett exempel är påståendet Anna är lång, vars sanningshalt kan debatteras om Annas längd inte är mycket avvikande från det normala. Logiken kallas suddig eftersom man utgår från att påståendens sanningshalt kan vara oklara.

## Exempel
I badet vill man ha vattnet behagligt varmt, som är ett litet område mellan kallt och hett. Vad som är lagom varmt bestäms av kontexten samt i detta fall av den subjektiva upplevelsen. Dock är det flytande gränser mellan områdena så att där finns till exempel ett område som upplevs "kallare än varmt men varmare än kallt". Detta hanterar den suddiga logiken så att de tre påståendena "det är kallt", "det är varmt" och "det är hett" har sina temperaturområden där de är helt sanna (cold, warm och hot i figuren nedan). I glappet mellan dessa områden övergår de gradvis i varandra och båda påståendena tilldelas en grad av sanning mellan 1 och 0 (dvs mellan 100% och 0%). Vid temperaturen vid linjen i figuren har påståendena "det är kallt" hög grad av sanning, "det är varmt" har låg grad av sanning medan "det är hett" är falskt:

## Logiska funktioner
Logiska funktioner i suddig logik är sanningsfunktionella och formuleras vanligen:
¬P = 1 - P
P ∨ Q = max(P, Q)
P ∧ Q = min(P, Q)